# ديفيد إل. بارتليت
ديفيد إل. بارتليت (بالإنجليزية: David L. Bartlett)‏ هو عالم عقيدة أمريكي، ولد في 16 فبراير 1941، وتوفي في 12 أكتوبر 2017.